# Aceratium doggrellii
Aceratium doggrellii är en tvåhjärtbladig växtart som beskrevs av Cyril Tenison White. Aceratium doggrellii ingår i släktet Aceratium och familjen Elaeocarpaceae. Inga underarter finns listade i Catalogue of Life.